# Леже, Поль-Эмиль
Поль-Эмиль Леже (фр. Paul-Émile Léger; 26 апреля 1904, Сен-Анисе, Канада — 13 ноября 1991, Монреаль, Канада) — канадский кардинал, сульпицианин. Архиепископ Монреаля с 25 марта 1950 по 20 апреля 1968. Кардинал-священник с 12 января 1953, с титулом церкви Санта-Мария-дельи-Анджели-э-деи-Мартири с 15 января 1953. Кардинал-протопресвитер с 2 мая 1989 по 13 ноября 1991.